# Gladstjärnen (Nössemarks socken, Dalsland)
Gladstjärnen är en sjö i Dals-Eds kommun i Dalsland och ingår i Göta älvs huvudavrinningsområde.